# Щелканово (Нижньогородська область)
Щелканово (рос. Щелканово) — селище в Володарському районі Нижньогородської області Російської Федерації.
Населення становить 221 особу. Входить до складу муніципального утворення сільрада Красна Горка.

## Історія
Від 2009 року входить до складу муніципального утворення сільрада Красна Горка.

## Населення
| 1999 | 2010 |
| ---- | ---- |
| 200  | ↗221 |